# Karnobat (gmina)
Karnobat (bułg. Община Карнобат)  − gmina we wschodniej Bułgarii, w obwodzie Burgas. Populacja wynosi 31 tys. mieszkańców.

## Miejscowości
Miejscowości wchodzące w skład gminy Karnobat:
- Asparuchowo (bułg.: Aспарухово)
- Cerkowski (bułg.: Церковски)
- Chadżiite (bułg.: Хаджиите)
- Czerkowo (bułg.: Черково)
- Detelina (bułg.: Детелина)
- Dewetak (bułg.: Деветак)
- Dewetinci (bułg.: Деветинци)
- Dobrinowo (bułg.: Добриново)
- Draganci (bułg.: Драганци)
- Dragowo (bułg.: Драгово)
- Ekzarch Antimowo (bułg.: Екзарх Aнтимово)
- Głumcze (bułg.: Глумче)
- Iskra (bułg.: Искра)
- Karnobat (bułg.: Карнобат)
- Klikacz (bułg.: Кликач)
- Kozare (bułg.: Козаре)
- Krumowo gradiszte (bułg.: Крумово градище)
- Kruszowo (bułg.: Крушово)
- Mydrino (bułg.: Мъдрино)
- Newestino (bułg.: Невестино)
- Ognen (bułg.: Огнен)
- Raklica (bułg.: Раклица)
- San-Stefano (bułg.: Сан-Стефано)
- Sigmen (bułg.: Сигмен)
- Smołnik (bułg.: Смолник)
- Sokołowo (bułg.: Соколово)
- Syrnewo (bułg.: Сърнево)
- Wenec (bułg.: Венец)
- Zimen (bułg.: Зимен)
- Żeleznik (bułg.: Железник)
- Żitoswjat (bułg.: Житосвят)